# Johann Heinrich Volkmann (Kaufmann)
Johann Heinrich Volkmann (* 25. Januar 1842 in Bremen; † 13. Mai 1916 in Bremen) war ein Bremer Kaufmann. Er war Teilhaber sowie lange Jahre Vorsitzender des Aufsichtsrates der Norddeutschen Wollkämmerei & Kammgarnspinnerei (Nordwolle) in Delmenhorst.

## Biografie

### Familie
Volkmann war der dritte Sohn des Theologen und Lehrers am Gymnasium illustre Bremens Johann Heinrich Volkmann (1804–1865) und seiner Frau Amalie (1813–1842), der Tochter des Bremer Bürgermeisters Diederich Meier (1787–1857).
Sowohl sein Vater wie auch dessen Bruder, der Privatbankier Daniel Georg Volkmann (1812–1892) waren Mitglieder der Bremischen Bürgerschaft.
Volkmanns ältere Brüder sind der Altphilologe und langjährige Rektor der Fürstenschule Schulpforta Diederich Volkmann (1838–1903), der Kaufmann und amerikanische Konsul in Odessa Johann Hermann Volkmann (1840–1896), sowie sein Zwillingsbruder, der Bremer Pastor Gustav Volkmann (1842–1917).
Schon als gemachter Mann, als 31-jähriger Teilhaber der weltweit operierenden Firma C.F.Lahusen, hatte Volkmann 1873 in Wernigerode Alwine Kommallein (1854–1930) geheiratet, die 19-jährige Tochter des Reichsgerichtsrates Friedrich Kommallein und seiner Frau Hermine, geb. v.Hoff.
Alwine Volkmann war wie ihr Mann auf sozialem Gebiet sehr engagiert. Seit 1918 saß sie im Damenkomitee des Evangelischen Diakonissenhauses, von 1920 bis zu ihrem Tode 1930 im Vorstand dieser Einrichtung. Von 1912 bis 1930 arbeitete sie im Vorstand des Ellener Hofs mit, dem ihr Mann von 1872 bis 1916 angehörte.
Dem Paar wurden zehn Kinder geboren, darunter der Kaufmann und spätere Präses der Bremer Handelskammer Johannes Daniel Volkmann, die Tochter Magdalene, verheiratet mit dem Reeder Adolf Vinnen, die Namensgeberin des größten heute noch fahrenden Großseglers Sedov (ex Magdalene Vinnen) sowie der Bremer Fabrikant und zeitweilige Vorsitzende des Club zu Bremen Wilhelm Volkmann.

### Ausbildung und Beruf
Nach dem Besuch des Alten Gymnasiums machte Volkmann von 1858 bis 1862 eine kaufmännische Lehre bei der Bremer Handelsfirma Ed. Meyer & Co. und trat anschließend in die Firma seines Onkels Christian Lahusen ein, der mit der Schwester seiner Mutter verheiratet war. Kurz darauf schickte ihn die Firma C.F. Lahusen mit schwierigen Aufträgen nach Südamerika, die er offenbar mit Erfolg meisterte, sodass er im 1867 zunächst zum Prokuristen und im folgenden Jahr Teilhaber der Firma Lahusen wurde.
Hatte die Firma Lahusen sich zunächst im allgemeinen Handel und im Reedereigeschäft betätigt, so trat ab den 1860er Jahren der Wollimport aus Südamerika weiter in den Vordergrund. Die Firma Lahusen betrieb eigene Schafzuchtfarmen in Südamerika, hatte eigene Schiffe zum Transport nach Europa und kaufte 1873 im böhmischen Neudek eine große Wollwäscherei und Kämmerei.
Die Spinnerei in Neudek spielte für Volkmann eine besondere Rolle. Als er gerade aus Argentinien zurückkam, bestand die Gefahr, dass die Spinnerei in Neudek in Konkurs geriet und dass C.F.Lahusen als Lieferant viel Geld verlöre. Volkmann sah sich die Unterlagen an und sagte zu seinem Onkel und Chef Christian Lahusen, dass nicht die Firma schlecht sei, sondern nur die Leitung. Daraufhin schickte Lahusen seinen Neffen Volkmann dorthin mit dem Auftrag, die Spinnerei zu leiten und zu sanieren. Als ihm dies gelang, machte er seinen Neffen zum Teilhaber.
Mit dem Erwerb der Spinnerei war der Wandel der Firma vom reinen Handel zur Industrie vollzogen, die ihre Fortsetzung in der 1884 erfolgten Gründung der Norddeutschen Wollkämmerei & Kammgarnspinnerei AG (Nordwolle) in Delmenhorst fand. Volkmann war bis 1893 Mitglied des Vorstandes und anschließend von 1893 bis zu seinem 70. Geburtstages 1912 Vorsitzender des Aufsichtsrates der Nordwolle. Diesen Posten übernahm nach ihm sein Vetter Caspar Gottlieb Kulenkampff.
Die Firma entwickelte sich stürmisch. Hatte sie bei ihrer Gründung 1884 noch 26 Arbeiter beschäftigt, so arbeiteten dort sechs Jahre später bereits über 1600 Beschäftigte. Als Volkmann 1912 aus Altersgründen ausschied, waren über 8000 Arbeiter beschäftigt, die auf einem ständig wachsenden Areal von allein über 80 Hektar Industriefläche in Delmenhorst arbeiteten.
Mit dem Erwerb von zahlreichen Fabriken in ganz Deutschland wurde die Nordwolle zu einem der größten wollverarbeitenden Konzerne Europas. Die Bilanzsumme stieg von 7,3 Mio. Mark  im Jahr 1885 auf über 74 Mio. Mark im Jahre 1912, das Aktienkapital stieg im gleichen Zeitraum von 1,5 Mio. auf 22,5 Mio. Mark.
Neben seiner Tätigkeit bei der Nordwolle war Volkmann tätig als Aufsichtsratsvorsitzender der Firma Compania Rural und der Glasfabriken der Gebrüder Stoevesandt, seinen Vettern. Bei der Reederei J.Tidemann & Co. bekleidete er das Amt des stellvertretenden Aufsichtsratsvorsitzenden.
Volkmann ist durch seine erfolgreiche unternehmerische Tätigkeit zu einem sehr reichen Mann geworden. Im Jahrbuch der Millionäre in den Hansastädten von 1912 ist er mit einem Barvermögen von 1,6 Millionen Goldmark aufgeführt. Er und seine Frau waren große Gönner in seiner Heimatstadt. Als sich beispielsweise 1912 über 1000 Personen im Casino anlässlich seines und seines Bruders 70. Geburtstages versammelten, wurde von seiner Ehefrau anonym 20.000 Goldmark für ein Pfarrhaus der Inneren Mission gestiftet.

## Ehrenämter
Besonderes Engagement zeigte Volkmann auf kirchlichem Sektor. Sein 1871 gehörte er der Diakonie der Kirchengemeinde Unser Lieben Frauen in Bremen an, von 1872 bis zu seinem Tode 1916 gehörte er dem Vorstand des Ellener Hofs an, einer Einrichtung, die sich um verwahrloste Jugendliche kümmerte. Ebenso war er als Vorstand tätig für den Hartmannshof, die Evangelische Auswanderermission und den Bremischen Hauptverein der Gustav-Adolf-Stiftung. Er leitete jahrelang den Evangelischen Verein, die Bremer Bibelgesellschaft und das Diakonissenhaus.
Sein besonderes Interesse galt dem Verein für Innere Mission, dem er von 1898 bis 1903 als Rechnungsführer diente und ihn anschließend von 1903 bis zu seinem Tode als Vorsitzender leitete. Außerdem organisierte er die 1881 und 1897 in Bremen stattfindenden Kongresse für Innere Mission.
Weiterhin hat Volkmann ab 1879 die St. Jakobi Gemeinde seines Bruders Gustav Volkmann in der Bremer Neustadt mehrfach sehr großzügig unterstützt, die in schwierigem Umfeld arbeiten musste.
Seiner Familie diente er als langjähriger Administrator der „Sander-Meierschen Familienstiftung von 1842“, die bis heute besteht und nach wie vor bedürftige Nachfahren der Familie unterstützt.
1889 wurde er zum Mitglied der Stiftung Verein der Lehrerfreunde von 1822 gewählt, einer bis heute bestehenden Bremer Stiftung, die sich der Förderung junger und mittelloser Lehrer oder deren notleidenden Hinterbliebenen widmet.